# IC 4956
IC 4956 — галактика типу E (еліптична галактика) у сузір'ї Телескоп.
Цей об'єкт міститься в оригінальній редакції індексного каталогу.